# 広島県知事一覧
広島県知事一覧（ひろしまけんちじいちらん）は、広島県成立後の歴代知事の一覧表である。

## 官選知事（1871年 - 1947年）
大参事→大参事心得（1871年）
- 河野敏鎌（1871年8月15日 - 1871年11月）

権参事（1871年）
- 千本久信（1871年11月15日 - 1871年11月27日）※未赴任

参事（1871年 - 1872年）
- 河野敏鎌（1871年11月27日 - 1871年12月26日）
- 伊達宗興（1871年12月26日 - 1872年8月27日）

県内を17大区･158小区に区画（1872年4月4日）。
権令（1872年 - 1876年）
- 伊達宗興（1871年12月26日 - 1875年1月25日）

県庁を広島から尾道に移転することを大蔵省に提議（1873年3月29日）するも却下。
- 藤井勉三（1875年1月25日 - 1876年2月23日）

地等条例公布（1876年10月25日）。県庁焼失（同年12月25日）。
令（県令 / 1876年 - 1886年）
- 藤井勉三（1876年2月23日 - 1880年4月6日）

県庁舎が水主町に落成し移転（1878年4月15日）。第1回通常県会開会（1879年5月1日）。尾道に第六十六国立銀行（1878年11月29日）、広島に第百四十六国立銀行（1879年4月21日）が設立。
- 千田貞暁（1880年4月6日 - 1886年7月19日）

宇品築港事業起工（1884年9月5日）。
知事（1886年 - 1947年）
- 初代：千田貞暁（1886年7月20日 - 1889年12月26日）

宇品築港竣工（1889年11月30日）。
- 2代：鍋島 幹（1889年12月26日 - 1896年4月23日）

日清戦争への県内動員態勢に協力。
- 3代：折田平内（1896年4月23日 - 1897年4月7日）
- 4代：浅田徳則（1897年4月7日 - 1898年5月14日）
- 5代：岩村高俊（1898年5月14日 - 1898年7月28日）
- 6代：服部一三（1898年7月28日 - 1898年12月28日）
- 7代：江木千之（1898年12月28日 - 1903年6月29日）

官立広島高等師範学校設立（1902年4月1日）。
- 8代：徳久恒範（1903年6月29日 - 1904年1月25日）
- 9代：山田春三（1904年1月25日 - 1907年1月11日）

日露戦争への県内動員態勢に協力。
- 10代：宗像 政（1907年1月11日 - 1912年3月28日）

「民政要綱」を定め地方改良運動の推進（1908年5月）。共同苗代設置規則制定（同年8月7日 / 1909年12月21日撤廃）。県立三原女子師範学校設立（1909年4月1日）。
- 11代：中村純九郎（1912年3月28日 - 1913年2月27日）

広島県原蚕種製造所・農事講習所を芦品郡広谷村に設置（1913年2月10日）。
- 12代：寺田祐之（1913年2月27日 - 1916年4月28日）

広島県物産共進会開催（1915年4月5日より）。県植民協会設立（同年7月）。広島県物産陳列館の開館（同年8月5日）。
- 13代：馬淵鋭太郎（1916年4月28日 - 1918年5月7日）

県物産陳列館で第1回広島県美術展覧会開催（1916年5月）。神石郡油木町に広島県種畜場を設置（同年7月14日）。
- 14代：安河内麻吉（1918年5月7日 - 1919年4月18日）
- 15代：若林賚蔵（1919年4月18日 - 1921年7月19日）

官立広島高等工業学校設立（1920年1月17日）。県内銀行の合同を斡旋（同年6月30日：芸備銀行設立）。県結核予防協会設立（10月）。
- 16代：依田銈次郎（1921年7月19日 - 1922年10月16日）

県立福山師範学校設立（1922年4月1日）。
- 17代：阿部亀彦（1922年10月16日 - 1923年10月25日）
- 18代：山県治郎（1923年10月25日 - 1925年9月16日）

官立広島高等学校設立（1923年12月10日）。
- 19代：浜田恒之助（1925年9月16日 - 1926年9月28日）

県内の郡役所廃止（1926年7月1日）。
- 20代：末松偕一郎（1926年9月28日 - 1927年11月7日）
- 21代：横山助成（1927年11月7日 - 1928年5月25日）

県立広島女子専門学校設立（1928年4月1日）。
- 22代：岸本正雄（1928年5月25日 - 1929年7月5日）

官立広島文理科大学設立（1929年4月1日）。
- 23代：川淵洽馬（1929年7月5日 - 1931年5月8日）
- 24代：白根竹介（1931年5月8日 - 1931年12月18日）
- 25代：千葉了（1931年12月18日 - 1932年6月28日）
- 26代：湯沢三千男（1932年6月28日 - 1935年1月15日）

農産漁村不況対策のため臨時県会を招集（1932年9月21日）。
- 27代：鈴木敬一（1935年1月15日 - 1936年4月22日）
- 28代：早川三郎（1936年4月22日 - 1937年1月8日）

満州国に単独で「広島村」を建設する方針を発表（1936年10月22日）。
- 29代：富田愛次郎（1937年1月8日 - 1938年11月9日）

日中戦争開始に際し「知事告諭」を出し県内動員態勢に協力（1937年7月）。
- 30代：飯沼一省（1938年11月9日 - 1939年9月5日）
- 31代：相川勝六（1939年9月5日 - 1941年3月26日）

県下いっせいに部落会・町内会の結成（1940年1月）。県主催紀元2600年奉祝博覧会開催（同年11月1日より）。
- 32代：吉永時次（1941年3月26日 - 1942年6月15日）
- 33代：宮村才一郎（1942年6月15日 - 1943年7月1日）
- 34代：横山助成（1943年7月1日 - 1944年8月1日）
- 35代：松村光麿（1944年8月1日 - 1945年4月21日）
- 36代：大塚惟精（1945年4月21日 - 1945年6月10日）

初代中国地方総監（1945年6月設置）に転じ被爆死。
- 37代：高野源進（1945年6月10日 - 1945年10月11日）

被爆を免れ比治山多聞院に臨時県防空本部を設置（1945年8月6日）。県主催の原子爆弾症講演会を初めて開催（同年9月3日）。県引揚民事務所設置（10月8日）。
- 38代：児玉九一（1945年10月11日 - 1945年10月27日）

中国地方総監と兼任。
- 39代：楠瀬常猪（1945年10月27日 - 1947年3月14日）

県庁に戦災都市復興協議会を設置（1945年12月1日）。
- 40代：武若時一郎（1947年3月14日 - 1947年4月16日）

第1回知事選挙（1947年4月5日）。

## 公選知事
| 代 | 公選代 | 氏名       | 任期                            | 出身            | 支援政党（推薦） | 期・備考 |
| -- | ------ | ---------- | ------------------------------- | --------------- | ---------------- | -------- |
| 41 | 初     | 楠瀬常猪   | 1947年4月16日 - 1950年11月29日  | 広島県          | 無所属           | 1期      |
| 42 | 2      | 大原博夫   | 1951年1月24日 - 1954年12月7日   | 広島県 東広島市 |                  | 1期      |
| 43 | 3      | 大原博夫   | 1954年12月7日 - 1958年12月3日   | 広島県 東広島市 | 2期              |          |
| 44 | 4      | 大原博夫   | 1958年12月3日 - 1962年4月13日   | 広島県 東広島市 | 3期              |          |
| 45 | 5      | 永野嚴雄   | 1962年5月29日 - 1966年5月8日    | 東京都          |                  | 1期      |
| 46 | 6      | 永野嚴雄   | 1966年5月8日 - 1970年5月9日     | 東京都          | 2期              |          |
| 47 | 7      | 永野嚴雄   | 1970年5月9日 - 1973年11月10日   | 東京都          | 3期              |          |
| 48 | 8      | 宮澤弘     | 1973年12月16日 - 1977年11月27日 | 広島県 福山市   |                  | 1期      |
| 49 | 9      | 宮澤弘     | 1977年11月27日 - 1981年10月29日 | 広島県 福山市   | 2期              |          |
| 50 | 10     | 竹下虎之助 | 1981年11月29日 - 1985年11月17日 | 島根県          |                  | 1期      |
| 51 | 11     | 竹下虎之助 | 1985年11月17日 - 1989年11月19日 | 島根県          | 2期              |          |
| 52 | 12     | 竹下虎之助 | 1989年11月19日 - 1993年11月28日 | 島根県          | 3期              |          |
| 53 | 13     | 藤田雄山   | 1993年11月29日 - 1997年11月9日  | 広島県 広島市   | 無所属           | 1期      |
| 54 | 14     | 藤田雄山   | 1997年11月9日 - 2001年11月4日   | 広島県 広島市   | 無所属           | 2期      |
| 55 | 15     | 藤田雄山   | 2001年11月4日 - 2005年11月6日   | 広島県 広島市   | 無所属           | 3期      |
| 56 | 16     | 藤田雄山   | 2005年11月6日 - 2009年11月29日  | 広島県 広島市   | 無所属           | 4期      |
| 57 | 17     | 湯崎英彦   | 2009年11月29日 - 2013年11月28日 | 広島県 広島市   | 無所属           | 1期      |
| 58 | 18     | 湯崎英彦   | 2013年11月29日 - 2017年11月28日 | 広島県 広島市   | 無所属           | 2期      |
| 59 | 19     | 湯崎英彦   | 2017年11月29日 - 2021年11月28日 | 広島県 広島市   | 無所属           | 3期      |
| 60 | 20     | 湯崎英彦   | 2021年11月29日 -                | 広島県 広島市   | 無所属           | 4期      |

## 選挙結果
選挙結果はより引用。

### 第20回
- 2021年11月14日執行

※当日有権者数：2,304,302人 最終投票率：34.67%（前回比：+3.58pts）
| 候補者名 | 年齢 | 所属党派   | 新旧別 | 得票数    | 得票率 | 推薦・支持 |
| -------- | ---- | ---------- | ------ | --------- | ------ | ---------- |
| 湯崎英彦 | 56   | 無所属     | 現     | 707,371票 | 89.52% |            |
| 中村孝江 | 35   | 日本共産党 | 新     | 65,212票  | 8.25%  |            |
| 樽谷昌年 | 70   | 無所属     | 新     | 17,600票  | 2.23%  |            |

### 第19回
- 2017年11月10日執行

※当日有権者数：2,336,691人 最終投票率：31.09%（前回比：-0.89pts）
| 候補者名 | 年齢 | 所属党派 | 新旧別 | 得票数    | 得票率 | 推薦・支持            |
| -------- | ---- | -------- | ------ | --------- | ------ | --------------------- |
| 湯崎英彦 | 52   | 無所属   | 現     | 647,315票 | 90.07% | 推薦:自民・公明・民進 |
| 高見篤己 | 65   | 無所属   | 新     | 71,353票  | 9.93%  | 推薦:共産             |

### 第18回
- 2013年11月10日執行

※当日有権者数：2,299,697人 最終投票率：31.97%（前回比：-1.74pts）
| 候補者名 | 年齢 | 所属党派 | 新旧別 | 得票数    | 得票率 | 推薦・支持             |
| -------- | ---- | -------- | ------ | --------- | ------ | ---------------------- |
| 湯崎英彦 | 48   | 無所属   | 現     | 646,316票 | 88.9%  | 推薦：自民、民主、公明 |
| 大西理   | 47   | 無所属   | 新     | 81,141票  | 11.1%  | 推薦：共産             |

### 第17回
- 2009年11月8日執行

※当日有権者数：2,307,449人 最終投票率：33.71%（前回比：＋6.55pts）
| 候補者名   | 年齢 | 所属党派   | 新旧別 | 得票数    | 得票率 | 推薦・支持 |
| ---------- | ---- | ---------- | ------ | --------- | ------ | ---------- |
| 湯崎英彦   | 44   | 無所属     | 新     | 395,638票 | 52.3%  |            |
| 河井案里   | 36   | 無所属     | 新     | 195,623票 | 25.9%  |            |
| 村上昭二   | 62   | 日本共産党 | 新     | 77,515票  | 10.3%  |            |
| 川元康裕   | 42   | 無所属     | 新     | 57,846票  | 7.7%   |            |
| 柴崎美智子 | 54   | 無所属     | 新     | 29,646票  | 3.9%   |            |

### 第16回
- 2005年11月6日執行

※当日有権者数：2,298,803人 最終投票率：27.14%（前回比：－3.48pts）
| 候補者名 | 年齢 | 所属党派   | 新旧別 | 得票数    | 得票率 | 推薦・支持 |
| -------- | ---- | ---------- | ------ | --------- | ------ | ---------- |
| 藤田雄山 | 56   | 無所属     | 現     | 496,610票 | 80.9%  |            |
| 藤田尚志 | 40   | 日本共産党 | 新     | 117,092票 | 19.1%  |            |

### 第15回
- 2001年11月4日執行

※当日有権者数：2,268,208人 最終投票率：30.62%（前回比：-3.80pts）
| 候補者名 | 年齢 | 所属党派   | 新旧別 | 得票数    | 得票率 | 推薦・支持 |
| -------- | ---- | ---------- | ------ | --------- | ------ | ---------- |
| 藤田雄山 | 52   | 無所属     | 現     | 554,063票 | 81.4%  |            |
| 村上昭二 | 54   | 日本共産党 | 新     | 126,761票 | 18.6%  |            |

### 第14回
- 1997年11月9日執行

※当日有権者数：人 最終投票率：34.42%（前回比：-13.24pts）
| 候補者名 | 年齢 | 所属党派 | 新旧別 | 得票数    | 得票率 | 推薦・支持 |
| -------- | ---- | -------- | ------ | --------- | ------ | ---------- |
| 藤田雄山 | 48   | 無所属   | 現     | 601,618票 | 79.8%  |            |
| 藤田厚吉 |      | 無所属   | 新     | 152,555票 | 20.2%  |            |

### 第13回
- 1993年11月7日執行

※当日有権者数：人 最終投票率：47.66%（前回比：+12.68pts）
| 候補者名   | 年齢 | 所属党派   | 新旧別 | 得票数    | 得票率 | 推薦・支持 |
| ---------- | ---- | ---------- | ------ | --------- | ------ | ---------- |
| 藤田雄山   | 44   | 無所属     | 新     | 392,842票 | 38.8%  |            |
| 亀井郁夫   | 60   | 無所属     | 新     | 290,728票 | 28.7%  |            |
| 菅川健二   | 54   | 無所属     | 新     | 280,531票 | 27.7%  |            |
| 森脇勝義   |      | 日本共産党 | 新     | 43,416票  | 4.3%   |            |
| 高木亜紀良 |      | 諸派       | 新     | 4,146票   | 0.4%   |            |

### 第12回
- 1989年11月19日執行

※当日有権者数：人 最終投票率：34.98%（前回比：-3.96pts）
| 候補者名   | 年齢 | 所属党派 | 新旧別 | 得票数    | 得票率 | 推薦・支持 |
| ---------- | ---- | -------- | ------ | --------- | ------ | ---------- |
| 竹下虎之助 | 65   | 無所属   | 現     | 564,128票 | 79.7%  |            |
| 名越謙蔵   |      | 無所属   | 新     | 143,602票 | 20.3%  |            |

### 第11回
- 1985年11月17日執行

※当日有権者数：人 最終投票率：38.94%（前回比：-7.79pts）
| 候補者名   | 年齢 | 所属党派   | 新旧別 | 得票数    | 得票率 | 推薦・支持 |
| ---------- | ---- | ---------- | ------ | --------- | ------ | ---------- |
| 竹下虎之助 | 61   | 無所属     | 現     | 650,001票 | 85.4%  |            |
| 森脇勝義   |      | 日本共産党 | 新     | 111,161票 | 14.6%  |            |

### 第10回
- 1981年11月29日執行

※当日有権者数：人 最終投票率：46.73%（前回比：+2.87pts）
| 候補者名   | 年齢 | 所属党派   | 新旧別 | 得票数    | 得票率 | 推薦・支持 |
| ---------- | ---- | ---------- | ------ | --------- | ------ | ---------- |
| 竹下虎之助 | 57   | 無所属     | 新     | 703,103票 | 81.4%  |            |
| 高村是懿   |      | 日本共産党 | 新     | 160,243票 | 18.6%  |            |

### 第9回
- 1977年11月27日執行

※当日有権者数：人 最終投票率：43.86%（前回比：+0.18pts）
| 候補者名 | 年齢 | 所属党派 | 新旧別 | 得票数    | 得票率 | 推薦・支持 |
| -------- | ---- | -------- | ------ | --------- | ------ | ---------- |
| 宮澤弘   | 56   | 無所属   | 現     | 629,252票 | 78.6%  |            |
| 山田慶昭 |      | 無所属   | 新     | 171,147票 | 21.4%  |            |

### 第8回
- 1973年12月16日執行

※当日有権者数：人 最終投票率：43.68%（前回比：-5.08pts）
| 候補者名 | 年齢 | 所属党派       | 新旧別 | 得票数    | 得票率 | 推薦・支持 |
| -------- | ---- | -------------- | ------ | --------- | ------ | ---------- |
| 宮澤弘   | 52   | 無所属         | 新     | 532,632票 | 70.3%  |            |
| 山田慶昭 |      | 日本共産党     | 新     | 209,298票 | 27.6%  |            |
| 高田巌   | 43   | 反共全国遊説隊 | 新     | 15,915票  | 2.1%   |            |

### 第7回
- 1970年5月9日執行

※当日有権者数：人 最終投票率：48.76%（前回比：+1.63pts）
| 候補者名 | 年齢 | 所属党派   | 新旧別 | 得票数    | 得票率 | 推薦・支持 |
| -------- | ---- | ---------- | ------ | --------- | ------ | ---------- |
| 永野嚴雄 | 52   | 無所属     | 現     | 665,289票 | 85.1%  |            |
| 山田慶昭 |      | 日本共産党 | 新     | 116,716票 | 14.9%  |            |

### 第6回
- 1966年5月8日執行

※当日有権者数：人 最終投票率：47.13%（前回比：-16.00pts）
| 候補者名   | 年齢 | 所属党派   | 新旧別 | 得票数    | 得票率 | 推薦・支持 |
| ---------- | ---- | ---------- | ------ | --------- | ------ | ---------- |
| 永野嚴雄   | 48   | 無所属     | 現     | 580,293票 | 86.9%  |            |
| 原田香留夫 |      | 日本共産党 | 新     | 87,634票  | 13.1%  |            |

### 第5回
- 1962年5月29日執行

※当日有権者数：人 最終投票率：63.13%（前回比：+7.32pts）
| 候補者名   | 年齢 | 所属党派   | 新旧別 | 得票数    | 得票率 | 推薦・支持 |
| ---------- | ---- | ---------- | ------ | --------- | ------ | ---------- |
| 永野嚴雄   | 44   | 無所属     | 新     | 453,190票 | 54.6%  |            |
| 伊藤実雄   | 56   | 無所属     | 新     | 303,262票 | 36.5%  |            |
| 小田俊与   | 55   | 無所属     | 新     | 53,262票  | 6.4%   |            |
| 原田香留夫 |      | 日本共産党 | 新     | 20,306票  | 2.4%   |            |

### 第4回
- 1958年12月3日執行
- 現職の大原博夫(64歳)が無投票で3選。

### 第3回
- 1954年12月7日執行

※当日有権者数：人 最終投票率：55.81%（前回比：-25.44pts）
| 候補者名 | 年齢 | 所属党派   | 新旧別 | 得票数    | 得票率 | 推薦・支持 |
| -------- | ---- | ---------- | ------ | --------- | ------ | ---------- |
| 大原博夫 | 60   | 無所属     | 現     | 604,803票 | 91.2%  |            |
| 村上経行 |      | 日本共産党 | 新     | 58,088票  | 8.8%   |            |

### 第2回
- 1951年1月22日執行

※当日有権者数：人 最終投票率：81.25%（前回比：+6.50pts）
| 候補者名   | 年齢 | 所属党派   | 新旧別 | 得票数    | 得票率 | 推薦・支持 |
| ---------- | ---- | ---------- | ------ | --------- | ------ | ---------- |
| 大原博夫   | 56   | 無所属     | 新     | 544,166票 | 59.2%  |            |
| 和久田鉄雄 |      | 無所属     | 新     | 358,886票 | 39.0%  |            |
| 中下勝     |      | 日本共産党 | 新     | 16,739票  | 1.8%   |            |

### 第1回
- 1947年4月5日執行

※当日有権者数：人 最終投票率：74.75%（前回比：pts）
| 候補者名 | 年齢 | 所属党派 | 新旧別 | 得票数    | 得票率 | 推薦・支持 |
| -------- | ---- | -------- | ------ | --------- | ------ | ---------- |
| 楠瀬常猪 | 48   | 無所属   | 新     | 423,581票 | 59.6%  |            |
| 中井正一 | 47   | 無所属   | 新     | 286,766票 | 40.4%  |            |